# Marymount University
La Marymount University è un'università privata di indirizzo cattolico con sede ad Arlington, nello stato americano della Virginia.
Il Marymount College fu fondato nel 1950 dalle Religiose del Sacro Cuore di Maria Vergine Immacolata: il campus fu aperto sulla proprietà dell'ammiraglio Presley Marion Rixey, medico dei presidenti Theodore Roosevelt e William McKinley.
L'istituzione rimase esclusivamente femminile fino al 1972, quando iniziò ad ammettere studenti maschi. Il college iniziò a erogare corsi quadriennali nel 1973 e nel 1986 raggiunse lo status di università.